# The Money Corral
The Money Corral è un film muto del 1919 scritto, diretto e interpretato da William S. Hart.

## Produzione
Il film fu prodotto dalla William S. Hart Productions.

## Distribuzione
Distribuito dalla Paramount Pictures e Artcraft Pictures Corporation, il film uscì nelle sale cinematografiche statunitensi il 20 aprile 1919. In Francia, fu distribuito il 26 novembre 1920 con il titolo Le Gardien de nuit.